# Friedrich Wilda
Friedrich Wilda (* 23. Juni 1866 in Dargitz; † 17. April 1941 in Neustrelitz) war ein deutscher Mediziner und Politiker.

## Leben
Friedrich Wilda legte sein Abitur in Anklam ab und studierte anschließend Medizin in Halle und Greifswald. Dort reichte er 1890 eine Dissertation zum Thema Ueber die Anlegung einer Entero-Anastomose, als Operationsverfahren bei eingeklemmten Brüchen mit Grangrän des Darmes ein und wurde Dr. med. In der Folge arbeitete er als Schiffsarzt und als Cholera-Arzt in Hamburg. Von 1893 bis 1907 war er praktischer Arzt in Strelitz-Alt, anschließend in Neustrelitz. Anfang 1915 erhielt er die Beförderung zum Sanitätsrat und wurde Ende 1915 kommissarischer Kreisarzt für Neustrelitz und Mirow. Ab 1916 war er Medizinalrat in der Medizinalabteilung des Staatsministeriums von Mecklenburg-Strelitz. Anfang 1918 untersuchte Wilda der Tod von Adolf Friedrich VI und fertigte als Amtsarzt von Neustrelitz den Totenschein aus.
Für die DDP wurde er Mitglied der Verfassunggebenden Versammlung von Mecklenburg-Strelitz. Wilda wurde erster Landtagspräsident. Er war dort sowohl Parlaments- als auch DDP-Fraktionsvorsitzender. Wilda gehörte, nun für die DVP, auch noch dem dritten ordentlichen Landtag von 1923 bis 1927 an.
U. a. 1932 war er auch für die Reichstagswahl im Juli und November des Jahres im Wahlkreis Nr. 35 Mecklenburg durch die Deutsche Volkspartei aufgestellt.
Friedrich Wilda war seit 16. November 1894 mit Else, geb. Piper (* 1872) verheiratet, einer Tochter des Juristen Carl Piper. Bekannt sind zwei Söhne des Paares: Hans (* 1896) und Karl Friedrich (1906–1941).